# Novohrodivka
Novohrodivka (en ukrainien : Новогродівка, en russe : Новогродовка, Novogrodovka) est une ville minière de l'oblast de Donetsk, en Ukraine. Sa population s'élevait à 1 500 habitants en 2024.

## Géographie
Novohrodivka est située à 42 km au nord-ouest de Donetsk. Étant établie juste à l'est de la rivière Solonyï, affluente de la rivière Solona, puis de la Vovtcha, elle appartient au système hydrologique de la rive gauche du fleuve Dniepr. Une gare ferroviaire est située entre Hrodivka et Novohrodivka.

## Histoire
Novohrodivka est fondée en 1939 pour les besoins de la mise en exploitation de la mine Novogrodovskaïa. Elle reçoit le statut de ville et son nom actuel en 1958.
Le 22 août 2024, les forces Russes sont entrées dans la ville par l'est lors de l’offensive de Pokrovsk.

## Population
Recensements (*) ou estimations de la population :
| 1923* | 1926* | 1959*  | 1970*  | 1979*  | 1989*  |
| ----- | ----- | ------ | ------ | ------ | ------ |
| 861   | 1 780 | 14 296 | 22 902 | 20 804 | 15 824 |

| 2001*  | 2009   | 2010   | 2011   | 2012   | 2013   |
| ------ | ------ | ------ | ------ | ------ | ------ |
| 17 473 | 15 987 | 15 824 | 15 660 | 15 560 | 15 398 |

## Économie
L'économie de la ville repose sur l'extraction et le traitement de la houille avec une production de 1,7 million de tonnes par an.
L'entreprise Novogrovodskaïa machinostroïtelny zavod (en russe : Новогродовский машиностроительный завод) fabrique des chaudières de chauffage central.

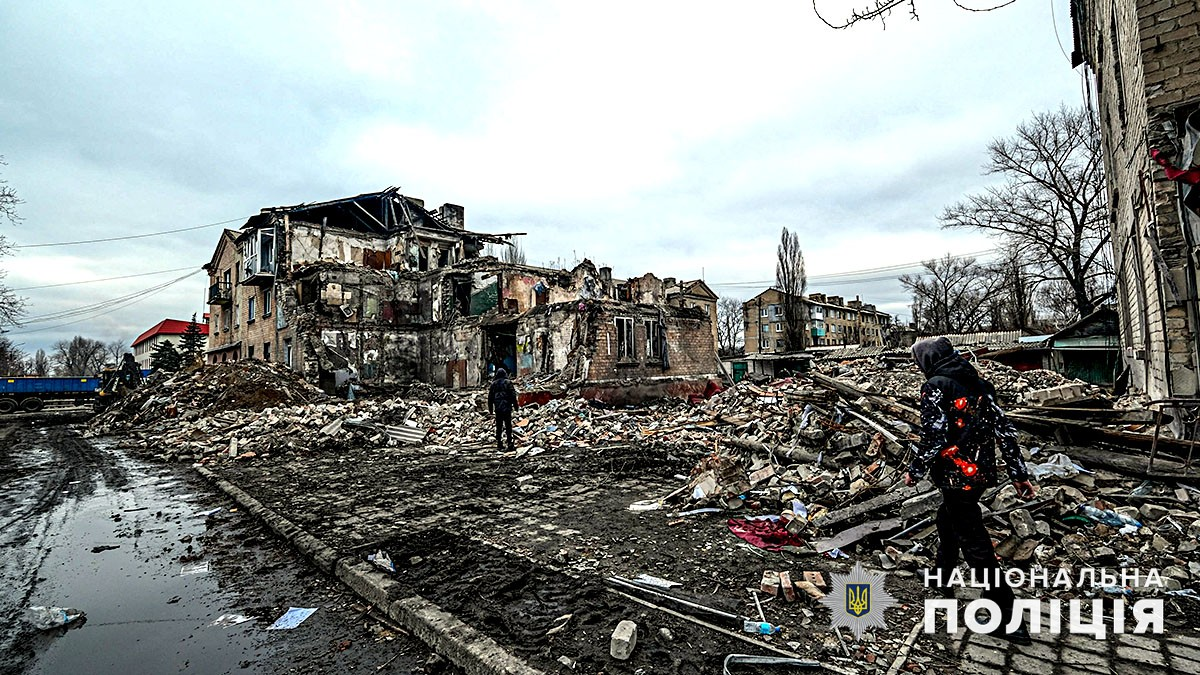
Après une frappe le 29 novembre 2023
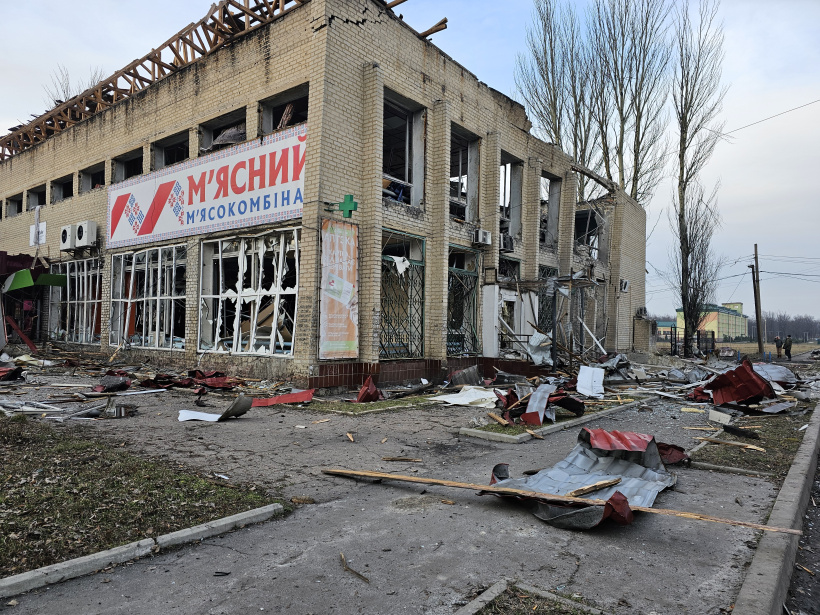
et le 14 février 2024.